# Likferd
Likferd är det fjärde studioalbumet av det norska black metal-bandet Windir. Albumet utgavs 2003 av skivbolaget Head Not Found.

## Låtförteckning
1. "Resurrection of the Wild" – 5:52
2. "Martyrium" – 5:00
3. "Despot" – 6:01
4. "Blodssvik" – 5:47
5. "Fagning" – 8:31
6. "On the Mountain of Goats" – 5:24
7. "Dauden" – 4:19
8. "Ætti mørkna" – 7:46

- Text och musik: Valfar & Hváll

## Medverkande
Musiker (Windir-medlemmar)
- Valfar (Terje Bakken) – sång, dragspel
- Sture Dingsøyr – rytmgitarr
- Strom (Stian Bakketeig) – sologitarr
- Steingrim (Jørn Holen) – trummor
- Righ (Gaute Refsnes) – keyboard
- Hváll (Jarle Kvåle) – basgitarr

Bidragande musiker
- Cosmocrator (André Søgnen) – sång

Produktion
- Valfar – producent, ljudmix, omslagsdesign
- Thorbjørn Akkerhaugen – producent, ljudmix
- Hvàll – producent, ljudmix
- Steingrim – producent, ljudmix
- Stig Ese – producent, ljudmix
- Tom Kvålsvoll – mastering
- RMDS – omslagsdesign
- Adolph Tidemand – omslagskonst
- Hans Gude – omslagskonst